# Oris
Oris (Eyrs in tedesco) è una frazione del comune altoatesino di Lasa, in Val Venosta.

## Descrizione
Oris sorge in prossimità del rio Tanas ed è sovrastata dal Monte Sole. Grazie alla sua posizione, Oris è stato per secolo importante crocevia della zona e ospitò la stazione postale della Val Venosta. La costruzione della circonvallazione stradale (1950) ha determinato lo spostamento dei commerci lontano da Oris.

La frazione rimane oggi meta turistica, essendo punto di partenza di numerosi itinerari escursionistici.

Nel 1976 Oris, essendo con i suoi prati rivieraschi parte di un biotopo, è stata dichiarata area protetta, divenendo nel 2004 assieme ai confinanti Cengles e Sluderno parte della rete Natura 2000.

La frazione è servita dalla Stazione di Oris.

## Monumenti e luoghi d'interesse

### Architetture religiose
- Chiesa di San Remigio, parrocchiale